# Wilhelm Hartnacke
Wilhelm Hartnacke (* 7. November 1878 in Altena im Sauerland; † 13. September 1952 in Schwefe bei Soest) war ein deutscher Pädagoge und von 1933 bis 1935 Minister für Volksbildung von Sachsen.

## Leben
Der Sohn eines Postbeamten studierte neuere Sprachen in Halle und Berlin und promovierte 1901. Danach arbeitete er als Lehrer in Bremen, ab 1910 als Schulinspektor. 1919 wurde er Stadtschulrat in Dresden. In dieser Funktion führte er scharfe Auseinandersetzungen mit der sich radikalisierenden Lehrervereinsbewegung. Er wandte sich schon früh gegen die Einheitsschule und trat für die Beibehaltung des höheren Schulwesens sowie des gegliederten Schulwesens ein. Seine Anschauungen in der Begabtenfrage suchte er durch erbbiologische und statistische Untersuchungen zu untermauern.
Von März 1933 bis Februar 1935 war Hartnacke in der Regierung des nationalsozialistischen Ministerpräsidenten Killinger Kultusminister von Sachsen. Er versuchte als Staatsminister, seine bildungspolitischen Vorstellungen in die Tat umzusetzen. So setzte er in Sachsen einen besonders rigorosen Numerus clausus durch, der alle ähnlichen NS-Maßnahmen im Reich an Schärfe übertraf, und führte Zugangsbegrenzungen zur Oberstufe der höheren Schule ein.
Als ihm vor allem der führende nationalsozialistische Erziehungswissenschaftler Ernst Krieck öffentlich vorwarf, seine Bildungstheorie sei „erzreaktionär“ und ein „Hohn auf die nationalsozialistische Volksgemeinschaft“, denn sie laufe darauf hinaus, den Monopolanspruch des Besitzbürgertums zu verteidigen und die Arbeiterkinder von höherer Bildung fernzuhalten, konnte sich Hartnacke in der Sache nur vorübergehend behaupten und wurde schließlich entlassen. In der Auseinandersetzung vertrat Hartnacke einen in den damaligen Naturwissenschaften verbreiteten Rassebegriff, während Krieck ausschließlich ideologisch argumentierte.
Ursprünglich Mitglied der DVP, ab 1931 der DNVP, trat Hartnacke 1933 der NSDAP bei, seine Parteimitgliedschaft wurde jedoch nach seiner Entlassung für ungültig erklärt. Seinem Sohn verbot er während seiner Amtszeit als Minister den Beitritt zur NSDAP und zahlte selbst keine Mitgliedsbeiträge. Bis 1935 war Hartnacke Mitherausgeber der Zeitschrift Volk und Rasse.
Im Zusammenhang mit dem Röhmputsch und der Entmachtung von Manfred von Killinger als sächsischer Ministerpräsident wurde Hartnacke 1934 von seinem Ministeramt beurlaubt und Anfang 1935 als Staatsminister a. D. entlassen.
Danach arbeitete Hartnacke als Lehrer am Kreuzgymnasium, im Krieg war er als Kriegsverwaltungsrat tätig. Am Kriegsende floh er in Richtung Westen. Er setzte seine erbbiologischen Forschungen als Privatmann fort.

## Veröffentlichungen (Auswahl)
- Standesschule – Leistungsschule; in: Die Erziehung 3 (1928), Heft 8, S. 415–432 und 480–498. Sonderdruck: Leipzig: Quelle & Meyer, 1929
- Naturgrenzen geistiger Bildung. Inflation der Bildung – Schwindendes Führertum – Herrschaft der Urteilslosen; Leipzig: Quelle & Meyer, 1930.
- Geist und Torheit auf Primanerbänken. Bericht über die sächsischen Maßnahmen zur Begrenzung des Hochschulzuganges; mit Erich Wohlfahrt; Radebeul, Dresden: Kupky & Dietze, 41934.
- Mengenverhältnis von Begabten und Unbegabten; in: Hans Harmsen, Franz Lohse (Hrsg.): Bevölkerungsfragen; München 1936, S. 547–554.
- Die Ungeborenen. Ein Blick in die geistige Zukunft unseres Volkes. J. F. Lehmanns Verlag, München o. J. (1936).
- Stammt der Großteil der Begabten aus dem Volk oder aus der Auslese? In: Volk und Rasse 12, H. 3 (1937), S. 107–111.
- Die Selbstausrottung der begabten Stämme; in: Volk und Rasse 13, H. 10 (1938), S. 337–351.
- Seelenkunde vom Erbgedanken aus. Dritte Auflage. J. F. Lehmanns Verlag, München 1944.